# Pawieł Annienkow
Pawieł Wasiljewicz Annienkow, ros. Па́вел Васи́льевич А́нненков (ur. 30 czerwca 1812 lub 1 lipca 1813 w Moskwie, zm. 20 marca 1887 w Dreźnie) – rosyjski krytyk i historyk literatury, literat, podróżnik.

## Życiorys
Annienkow przyszedł na świat w rodzinie ziemiańskiej. Należał do głównych przedstawicieli szlacheckiego liberalizmu Imperium Rosyjskiego. Nauki pobierał w uczelniach technicznych i na Uniwersytecie Petersburskim. W latach 1846–1847 utrzymywał kontakt  z Karolem Marksem poprzez korespondencję.
Interesował się malarstwem, teatrem i literaturą, obracając się w kręgach artystycznych Petersburga. Bywał gościem na sobotnich wieczorach u Nikołaja Gogola. Pozostawił po sobie spisane o nim wspomnienia. Pod wpływem Gogola opracował swoje pierwsze dzieła literackie. Do jego głównych udziałów na rzecz rozwoju kultury rosyjskiej należy wydanie w 1855 pierwszej pełnej edycji dzieł Aleksandra Puszkina oraz cykl prac na jego temat. Pozostawił też udokumentowane informacje o Iwanie Turgieniewie, Wissarionie Bielinskim, Karolu Marksie, Michaile Bakuninie, Joachimie Lelewelu.
Pawieł Annienkow odbył w swoim życiu dwie wielkie zagraniczne podróże. Pierwsza jego wyprawa była w latach 1840-1843, objęła Niemcy, Austrię, Włochy, Szwajcarię, Francję, Belgię i Holandię. Wysyłane przez Annienkowa listy z podróży drukowano w periodyku „Otieczestwiennyje Zapiski”, a następnie zestawione wydano jako „Listy z zagranicy”. Drugą podróż odbył w latach 1846-1848, także przemierzając Europę Zachodnią, skąd również wysyłał listy do publikacji w rosyjskich czasopismach. W latach 60. XIX wieku opuścił Rosję, emigrując na stałe do Europy Zachodniej. Do ojczyzny przyjeżdżał sporadycznie.

## Wybrane publikacje[3]
- Romany i rasskazy iz prostonarodnogo byta (1853);
- Matieriały dla biografii Aleksandra Siergiejewicza Puszkina (1855);
- O znaczeniji chudożestwiennych proizwiedienij dla obszczestwa (1856);
- N. W. Gogol w Rimie 1841 goda (1857);
- Litieraturnyj tip słabogo czełowieka (1858);
- Aleksandr Siergiejewicz Puszkin w Aleksandrowskuju epochu (1874);
- Zamieczatielnoje diesiatiletije 1838-1848 (1880);
- Molodost’ I. S. Turgieniewa (1884).